# Wyvern av Aalesund
Pour les articles homonymes, voir Wyverne (homonymie).
Le Wyvern av Aalesund (aussi écrit Wyvern af Ålesund) est un ketch norvégien à coque acier de 24 m de long. Mis en service en 1995 en Allemagne, sous le nom de Wyvern von Bremen, il est acheté en 2009 et prend son nom et pavillon actuel. 
Ce navire est la réplique du Wyvern, un autre ketch construit en 1897.

## Historique
Le Wyvern av Aalesund est une réplique en acier du légendaire Wyvern, un ketch norvégien construit en 1897 par Colin Archer, encore en service. Il diffère toutefois de l'original sur de nombreux points, dont notamment la longueur. 
Lancé en 1992, le navire, initialement baptisé Wyvern von Bremen, est construit à Bremen-Vegesack en Allemagne entre 1993 et 1995, dans les chantiers Abeking & Rasmussen, avec les plans de l'architecte naval Horst E. Glacer. La construction s'est effectuée grâce au concours de 573 stagiaires de toute l'Europe, dans le cadre d'un projet de formation international. Elle s'est achevée après 3 ans et demi de construction sur le site de Bremer Vulkan. Le voyage inaugural a lieu en Norvège en 1995, le navire servira de navire-école.
Jusqu'en 2004, le Wyvern von Bremen est géré par la "Foundation for Training Vessels" à Lübeck. Après sa dissolution, le navire est repris par Clipper DJS. 
En Mai 2009, une structure norvégienne : "Wyvern II A / S" acheté le bateau et le renomme Wyvern av Aalesund, son nouveau port d'attache est Aalesund (Norvège).

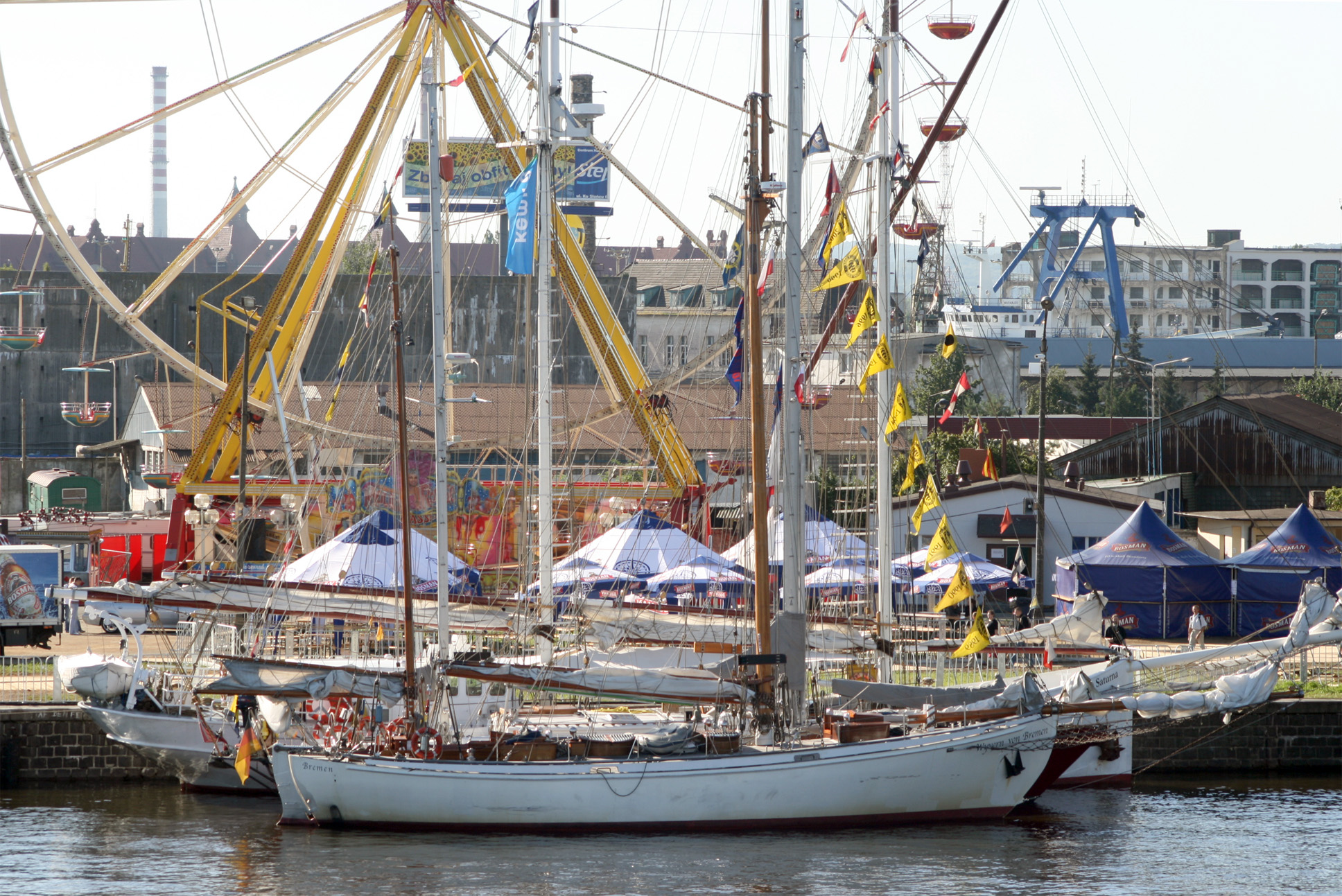
Le Wyvern von Bremen aux Tall Ships' Races à Szczecin en 2007.

## Caractéristiques
Le Wyvern av Aalesund est un deux-mâts aurique à coque acier gréé en ketch. Il mesure 24,6 m de long, 5,45 m de large, il possède un tirant d'eau de 3 m et un déplacement de 53,9 t. Sa propulsion est assurée par un moteur auxiliaire diesel Daimler Benz de 175 kW et 8 voiles constituant 270 à 380 m² de surface de voilure portés par deux mâts : un grand-mât de 26 m (à l'avant) et un mât d'artimon 15 m (à l'arrière).
Le navire possède une capacité d’accueil de 6 cadets pour 5 membres d'équipage. Son numéro MMSI est le 258063020.